# 95 a.C.

## Eventos
- Lúcio Licínio Crasso e Quinto Múcio Cévola, cônsules romanos.
- Aprovação da Lex Licinia Mucia de Civibus regundis, o estopim da Guerra Social na República Romana.

## Nascimentos
- Catão de Útica, político romano